# Jean Maurice Rothschild
Jean-Maurice Rothschild (né à Paris 1er le 25 septembre 1902 et mort à Bagnolet le 2 décembre 1998) est un décorateur et designer français de meubles.

## Biographie
Il a étudié à l'école Boulle de Paris entre 1917 et 1919. Il a commencé sa carrière en travaillant à partir de 1921 pour Jacques-Émile Ruhlmann, à Paris, comme designer et artisan. Il a alors participé avec Ruhlmann à la conception de la décoration de l'Hôtel du Collectionneur. En 1925, il est présent à l'Exposition internationale des Arts décoratifs et industriels modernes où ses formes élégantes et épurées séduisent. Il a alors rejeté les formes classiques pour aller vers une approche plus rationaliste prônée par l'UAM (Union des artistes modernes).
En 1950, il crée son propre atelier au no 14 bis rue Marbeuf. Certains de ses meubles ont été produits par Muro et Ducreuzet.
Comme beaucoup de designers de l'époque, André Arbus, Ruhlmann ou Jacques Adnet, il va participer à l'aménagement des grands paquebots. Il a travaillé avec des architectes comme Robert Expert[Qui ?] avec qui il conçoit, en 1935, des chaises pour le Normandie,, notamment le fumoir et le grill de première classe. C'est une étape importante de sa carrière.
En 1937, il conçoit la décoration du restaurant de la Tour Eiffel.
Il est alors appelé à intervenir dans des milieux très différents : la chambre de l'ambassadrice à l'Ambassade de France à Londres, le décor de la boîte de nuit « Miami » à Paris, la décoration intérieure de l'hôtel de ville de Cachan.
À partir de 1945, il travaille comme architecte d'intérieur. Il réalise pour le Mobilier national le mobilier de l'administration de la Monnaie de Paris, du président de l'Assemblée Nationale et le bureau du président de la République Vincent Auriol, au palais de l'Élysée.

## Collection muséale
L'écomusée de Saint-Nazaire possède en dépôt quelques éléments de mobiliers en provenance du grand salon de première classe du paquebot Normandie (Émile Gaudissart (1872-1957), cartonnier) :
- Bergère[4]
- Bergère[6]
- Chauffeuse[7]
- Chaise[8]
- Salon, ensemble[9]